# Pijący
Pijący (hiszp. El bebedor) – obraz olejny hiszpańskiego malarza Francisca Goi. 

## Seriakartonów do tapiserii
To dzieło należało do serii kartonów do tapiserii – olejnych obrazów o znacznych rozmiarach przygotowywanych jako wzór dla warsztatów tkackich Królewskiej Manufaktury Tapiserii Santa Bárbara w Madrycie. Na ich podstawie tkano barwne gobeliny, które zdobiły wnętrza królewskich posiadłości. Przeznaczenie kartonów przedstawiało dla pracy malarza pewne ograniczenia, gdyż wykonany przez niego projekt musiał być odpowiednio łatwy do zastosowania w warsztacie tkackim. Obraz nie mógł przedstawiać zbyt wielu detali lub ulubionych przez Goyę przenikających się delikatnych odcieni barw.
Goya wykonał tę serię dla Karola IV (wtedy jeszcze infanta, księcia Asturii), i jego żony Marii Ludwiki Parmeńskiej, z przeznaczeniem do jadalni w Królewskiego Pałacu El Pardo. Pracował nad tą serią w latach 1776– 78, a większość prac ukończył latem 1777 roku. Oprócz Pijącego w skład serii wchodziły także: Parasolka, Bójka przed Nową Karczmą, Podwieczorek na wsi, Spacer w Andaluzji, Tańce w San Antonio de la Florida, Latawiec, Gracze w karty, Dzieci zrywające owoce i Dzieci nadymające pęcherz. Tematem serii były pogodne scenki rodzajowe, ukazujące hiszpańskie zwyczaje i zabawy. Goya wycenił jeden z najbardziej udanych kartonów –  Parasolkę –  na 500 reali (reales de vellón), a za całą serię otrzymał ich 18 000. Była to druga seria kartonów wykonana przez Goyę dla książęcej pary. Pierwsza, ukończona w 1775 roku przedstawiała motywy związane z łowami, między innymi Polowanie na przepiórki. O ile pierwsza seria opierała się na szkicach nadwornego malarza Francisco Bayeu i silnie imitowała jego styl, druga zawierała oryginalne projekty Goi i ujawniała jego rozwijający się talent malarski.

## Analiza
Powstały na podstawie tego projektu gobelin miał wisieć nad oknem książęcej jadalni, stąd jego mniejsze wymiary i rozmieszczenie postaci. Kompozycja uwzględnia perspektywę potencjalnego widza, który patrzył na wysoko zawieszony gobelin z dołu. Przedstawione na obrazie postaci siedzą na niewielkim wzniesieniu tworząc kompozycję piramidalną –  układ typowy dla twórczości Antona Rafaela Mengsa, czołowego artysty epoki. Mężczyźni to hiszpańscy majos – osoby z niższych warstw społecznych, które charakteryzował m.in. oryginalny i kolorowy strój. W tej sielankowej scenie siedzący na wzgórzu mężczyzna w katalońskim stylu pije wino ze skórzanej torby (bota). Jego towarzysz w zamyśleniu spogląda przed siebie jednocześnie przygryzając rzodkiew. Przed nimi na ziemi leży rzodkiew i kawałek chleba. Drzewa rzucają cień na postaci, który jednak nie wypełnia całej sceny. W tle widać dwie postaci w tradycyjnych hiszpańskich kapeluszach i pelerynach.

## Historia obrazu
Pierwszy gobelin na podstawie tego projektu utkano już w 1778, a następny w 1801 roku. 
Około 1856–1857 roku razem z innymi kartonami do tapiserii obraz trafił do piwnic madryckiego Pałacu Królewskiego. Odnaleziony przez Gregoria Cruzadę Villaamila obraz został włączony do zbiorów Muzeum Prado w 1870 roku.